# 옐레츠

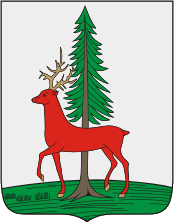
시 문장

옐레츠(러시아어: Еле́ц)는 러시아 리페츠크주에 위치한 도시로, 인구는 116,726명(2002년 기준, 1989년 소련 인구 조사에서는 120,261명)이며 돈강의 지류인 소스나 강과 접한다.